# Pablo Agüero
Pablo Agüero (* 13. května 1977 Mendoza, Argentina) je argentinský režisér a scenárista. Vyrůstal v patagonské vesnici El Bolsón. Na počátku své kariéry se věnoval krátkým filmům; svůj první celovečerní film nazvaný Salamandra natočil v roce 2008. Hned v roce 2009 měl premiéru jeho další film 77 Doronship. Jeho další film, drama Madres de los dioses, byl představen v dubnu roku 2015. Téhož roku byl uveden jeho další film Eva no duerme, který pojednával o Evě Perónové. V roce 2020 byl uveden jeho další film Akelarre, který byl natočen mezi květnem a červnem 2019.

## Budoucí projekty
V únoru 2017 bylo oznámeno, že bude režírovat snímek Le Siege du palais, jenž vypráví příběh Georgese Courtoise, který roku 1985 držel po dobu více než 36 hodin rukojmí v paláci v Nantes. Později pracoval na filmu Placebo d’amour. V listopadu 2018 bylo oznámeno, že bude režírovat komediální horror Sangria.

## Filmografie
- Lejos del sol (2005)
- Primera nieve (2006)
- Salamandra (2008)
- 77 Doronship (2009)
- Madres de los dioses (2015)
- Eva no duerme (2015)
- A Son of Man (2018)
- Akelarre (2020)
- Saint-Exupéry (2024)